# 个体化原理
个体化原理（principium individuationis），哲学术语，原为经院哲学用语，借以指关于时间-空间的理论，德国哲学家叔本华在《意志和表象的世界》中引述。

## 概述
悲观主义的叔本华认为，世界是痛苦的意志世界。意志是本体，个体是由意志“客体化”出来的“现象”，这就是个体化原理。由于个体化原理把人限制在现象界中，它不断激发人们的欲求，从而导致更深的痛苦。个体只能通过否定个体化原理，来摆脱永恒痛苦，最终否定生命意志。

## 发展
尼采后来对个体化原理进行了继承和发展。尼采同样用意志来解释这个世界，但尼采是坚决反对叔本华的悲观主义的。尼采认为，个体是要通过超越个体化束缚来达到意志本体境界，故肯定生命意志。尼采在《悲剧的诞生》一书中说：“万物根本上浑然一体，个体化是灾祸的始因，艺术是可喜的希望，由个体化魅惑的破除而预感到统一将得以重建。”在尼采看来，艺术是破除个体化束缚的方法。
在《悲剧的诞生》中，尼采详细阐述了日神艺术和酒神艺术两种不同的解决途径。日神艺术是通过对个体化的神化，创造出一个美的、永恒的外观，来帮助人应对生存的恐怖。而酒神艺术相反，是要逃离现象世界，趋向本体世界。也就是通过个体化原理的崩溃，释放生命意志，指出生存核心的永生。